# Fezile Dabi
Fezile Dabi – dystrykt w Republice Południowej Afryki, w prowincji Wolne Państwo. Siedzibą administracyjną dystryktu jest Sasolburg.
Dystrykt dzieli się na gminy:
- Moqhaka
- Ngwathe
- Metsimaholo
- Mafube